# 阿尔伯特二世 (猴子)

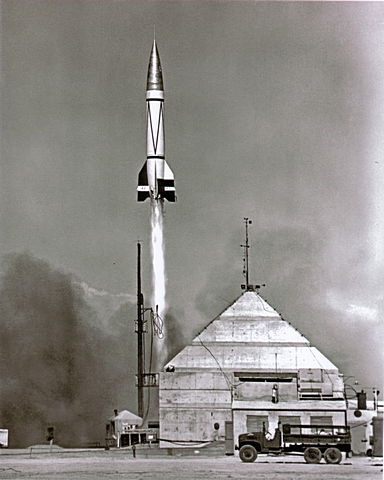
载有阿尔伯特二世的火箭发射

阿尔伯特二世（？─1949年6月14日），是世界上第一位进入太空的猴子。

## 简介
阿尔伯特二世1949年6月14日乘坐美国的V2火箭升空，飞行至83英里（134公里）高空，成为第一位进入太空的猴子。由于降落伞故障，阿尔伯特二世在着陆时不幸牺牲。

## 参阅
- 阿尔伯特 - 世界上第一位猴航天员